# 耳取山
耳取山（みみとりやま）は、紀伊山地の和歌山県と奈良県との県境付近、龍神岳の東にある標高1,363mの山である。または、龍神岳の正式名称決定以前に呼ばれていた名称。

## 概要
国土地理院が2000年に和歌山県の最高峰と言われてきた護摩壇山（1,372m）より10m高い山があるということを発表したが、混同されて耳取山とされることがあった。しかし、耳取山は1,363mの山なので最高峰ではなく、実際の最高峰（護摩壇山の約700m東にある標高1,382mの山）には名称がなかったため、田辺市が最高峰の名称を公募した結果、2009年3月に「龍神岳」と命名された。周囲は和歌山県で最も標高の高い一帯であり、四方八方同じような1,000m級の山々に囲まれている。